# Pyrrhalta darjeelingensis
Pyrrhalta darjeelingensis es una especie de insecto coleóptero de la familia Chrysomelidae.
Fue descrita científicamente en 1979 por Kimoto.